# Bailables n.º 13
Bailables № 13 es el vigésimo primer álbum del arpista Hugo Blanco y su Conjunto, grabado en 1984 y el decimotercer y último volumen de la serie "Bailables". En esta producción musical de Blanco, con su destacado coro mixto dando así a los éxitos internacionales como son los casos de "Margot" y "Leche Condensada","Si Tu Te Vas" . 

## Pistas
| N.º | Canción                        | Duración |
| --- | ------------------------------ | -------- |
| 1.  | "Margot" Hugo Blanco           |          |
| 2.  | "Leche Condensada" Hugo Blanco |          |
| 3.  | "Bien Bueno" Hugo Blanco       |          |
| 4.  | "Señora" Hugo Blanco           |          |
| 5.  | "Lo Mejor de Mi" Hugo Blanco   |          |
| 6.  | "Amor Callado" Hugo Blanco     |          |
| 7.  | "Todo Cambió" Hugo Blanco      |          |
| 8.  | "Marina" Hugo Blanco           |          |
| 9.  | "Interrogación" Hugo Blanco    |          |
| 10. | "Si Tu Te Vas" Hugo Blanco     |          |